# Thomas Coke, II conte di Leicester
Thomas Coke, II conte di Leicester (Holkham Hall, 26 dicembre 1822 – Holkham Hall, 24 gennaio 1909), è stato un nobile inglese.

## Biografia
Era il figlio di Thomas Coke, I conte di Leicester, e della sua seconda moglie, Lady Anne Keppel. Nel 1842, successe al padre nella contea.

## Carriera
Servì come luogotenente di Norfolk (1846-1906) ed è stato membro del Consiglio del Ducato di Cornovaglia e Custode del Sigillo Privato. Nel 1873 è stato nominato Cavaliere della Giarrettiera.

## Matrimoni

### Primo matrimonio
Sposò, il 20 aprile 1843, Juliana Whitbread (?-21 aprile 1870), figlia di Charles Samuel Whitbread e di Julia Brand. Ebbero nove figli:
- Lady Julia Coke (1844-7 agosto 1931), sposò Mervyn Wingfield, VIII visconte Powerscourt, ebbero cinque figli;
- Lady Anne Coke (1845-23 gennaio 1876), sposò Edmund Manningham-Buller, ebbero due figli;
- Lady Gertrude Coke (1847-28 novembre 1943), sposò Charles Murray, VII conte di Dunmore, ebbero sei figli;
- Thomas Coke, III conte di Leicester (20 luglio 1848-19 novembre 1941);
- Lady Mary Coke (1849-28 dicembre 1929), sposò William Legge, VI conte di Dartmouth, ebbero cinque figli;
- Lady Winifred Coke (1851-22 marzo 1940), sposò Robert Clements, IV conte di Leitrim, ebbero otto figli;
- Lady Margaret Coke (24 aprile 1852-2 agosto 1922), sposò Henry Strutt, II barone Belper, ebbero otto figli;
- Lady Mildred Coke (1854-12 maggio 1941), sposò Thomas Anson, III conte di Lichfield, ebbero sei figli;
- Lord Wenman Coke (20 novembre 1855-30 maggio 1931).

### Secondo matrimonio
Sposò, il 26 agosto 1875, Caroline Cavendish, figlia di William Cavendish, II barone Chesham e Henrietta Frances Lascelles. Ebbero sei figli:
- Lord Richard Coke (20 agosto 1876-14 giugno 1964), sposò Doreen O'Brian ed ebbero cinque figli, sposò Catherine de Beaumont ed ebbero tre figli;
- Lord Edward Coke (17 ottobre 1879-4 settembre 1944);
- Lord John Spencer Coke (30 settembre 1880-23 dicembre 1957), sposò Dorothy Lawson, ebbero tre figli;
- Lord Reginald Coke (10 novembre 1883-30 aprile 1969), sposò Katherine Ryder, ebbero due figlie;
- Lord William Coke (19 agosto 1893-16 marzo 1966);
- Lady Mabel Coke (1895-29 gennaio 1967), sposò James Luddington, non ebbero figli.

## Morte
Morì il 24 gennaio 1909, all'età di 86 anni.

## Ascendenza
|                                       |                                       |                                          | Genitori                  |  |  | Nonni |  |  | Bisnonni       |  |  | Trisnonni       |  |
|                                       |                                       |                                          |                           |  |  |       |  |  | Philip Roberts |  |  | Gabriel Roberts |  |
|                                       |                                       |                                          |                           |  |  |       |  |  | Philip Roberts |  |  | Gabriel Roberts |  |
|                                       |                                       | Mary Wenman                              |                           |  |  |       |  |  | Philip Roberts |  |  |                 |  |
| Wenman Coke                           |                                       |                                          |                           |  |  |       |  |  | Philip Roberts |  |  |                 |  |
|                                       |                                       | Anne Coke                                | Edward Coke               |  |  |       |  |  |                |  |  |                 |  |
|                                       |                                       | Anne Coke                                | Edward Coke               |  |  |       |  |  |                |  |  |                 |  |
|                                       |                                       | Anne Coke                                | Cary Newton               |  |  |       |  |  |                |  |  |                 |  |
| Thomas Coke, I conte di Leicester     |                                       | Anne Coke                                |                           |  |  |       |  |  |                |  |  |                 |  |
|                                       |                                       | George Chamberlayne                      | George Chamberlayne       |  |  |       |  |  |                |  |  |                 |  |
|                                       |                                       | George Chamberlayne                      | George Chamberlayne       |  |  |       |  |  |                |  |  |                 |  |
|                                       |                                       | George Chamberlayne                      | Elizabeth Denton          |  |  |       |  |  |                |  |  |                 |  |
| Elizabeth Chamberlayne                |                                       | George Chamberlayne                      |                           |  |  |       |  |  |                |  |  |                 |  |
|                                       |                                       | Constance Hardy                          | Thomas Hardy              |  |  |       |  |  |                |  |  |                 |  |
|                                       |                                       | Constance Hardy                          | Thomas Hardy              |  |  |       |  |  |                |  |  |                 |  |
|                                       |                                       | Constance Hardy                          | Constance Hook            |  |  |       |  |  |                |  |  |                 |  |
| Thomas Coke, II conte di Leicester    |                                       | Constance Hardy                          |                           |  |  |       |  |  |                |  |  |                 |  |
|                                       | George Keppel, III conte di Albemarle | Willem van Keppel, II conte di Albemarle |                           |  |  |       |  |  |                |  |  |                 |  |
|                                       | George Keppel, III conte di Albemarle | Willem van Keppel, II conte di Albemarle |                           |  |  |       |  |  |                |  |  |                 |  |
|                                       | George Keppel, III conte di Albemarle | Anne Lennox                              |                           |  |  |       |  |  |                |  |  |                 |  |
| William Keppel, IV conte di Albemarle | George Keppel, III conte di Albemarle |                                          |                           |  |  |       |  |  |                |  |  |                 |  |
|                                       |                                       | Anne Miller                              | John Miller, IV baronetto |  |  |       |  |  |                |  |  |                 |  |
|                                       |                                       | Anne Miller                              | John Miller, IV baronetto |  |  |       |  |  |                |  |  |                 |  |
|                                       |                                       | Anne Miller                              | Susan Combe               |  |  |       |  |  |                |  |  |                 |  |
| Anne Keppel                           |                                       | Anne Miller                              |                           |  |  |       |  |  |                |  |  |                 |  |
|                                       |                                       | Edward Southwell, XX barone di Clifford  | Edward Southwell          |  |  |       |  |  |                |  |  |                 |  |
|                                       |                                       | Edward Southwell, XX barone di Clifford  | Edward Southwell          |  |  |       |  |  |                |  |  |                 |  |
|                                       |                                       | Edward Southwell, XX barone di Clifford  | Katherine Watson          |  |  |       |  |  |                |  |  |                 |  |
| Elizabeth Southwell                   |                                       | Edward Southwell, XX barone di Clifford  |                           |  |  |       |  |  |                |  |  |                 |  |
|                                       |                                       | Sophia Campbell                          | Samuel Campbell           |  |  |       |  |  |                |  |  |                 |  |
|                                       |                                       | Sophia Campbell                          | Samuel Campbell           |  |  |       |  |  |                |  |  |                 |  |
|                                       |                                       | Sophia Campbell                          | Mary Upton                |  |  |       |  |  |                |  |  |                 |  |
|                                       |                                       | Sophia Campbell                          |                           |  |  |       |  |  |                |  |  |                 |  |